# Srednje Bitnje
Srednje Bitnje este o localitate din comuna Kranj, Slovenia, cu o populație de 540 de locuitori.